# Pierre Barnabé
 (novembre 2021).
Pierre Barnabé est un dirigeant de groupe industriel français né le 1er octobre 1970 à Auch dans le Gers.
Il a fait carrière de Thomson à Atos en passant par Alcatel et SFR. Il est directeur général de Soitec depuis juillet 2022 et administrateur indépendant d'Ipsos depuis mai 2022.

## Formation
Pierre Barnabé est diplômé de l’École supérieure de commerce de Rouen (devenue Neoma Business School) (promotion 1993), formation qu'il a complétée par un Mastère Spécialisé en Technologie et Management  à l'École centrale de Paris (Promotion 1994).

## Carrière

### Thomson (1994–1998)
Pierre Barnabé a commencé sa carrière professionnelle en 1994 dans le cadre d'un Volontariat International en Entreprise (VIE) chez Thomson-CSF – devenu Thales – dans la Silicon Valley. En 1996, il rejoint le siège parisien du groupe pour travailler à sa privatisation.

### Alcatel (1998–2011)
Il rejoint Alcatel fin 1998. Il est successivement :
- directeur général adjoint d’Alcatel-Lucent pour la France, l’Afrique, le Moyen-Orient et l’Inde,

- président directeur général de Alcatel-Lucent France[5],

- directeur des ressources humaines (DRH) du groupe Alcatel-Lucent en 2010[6].

### SFR (2011–2013)
À l’été 2011, il reprend SFR Business Team. Il veut recentrer la branche entreprises de SFR sur le Cloud et oriente sa stratégie pour « devenir un cloud service provider ».
En 2012, il développe avec la Caisse des dépôts et consignations et Bull, le projet de cloud souverain Numergy. À cette occasion il déclare qu'avec le cloud souverain « les entreprises auront accès à des machines virtuelles qui seront situées en France et opérées par des acteurs français »,.
Deux ans plus tard, il quitte brutalement la direction exécutive de SFR Business Team pour rejoindre Bull,.

### Bull (2013–2015)
Juste après son départ de SFR, il précise que « le projet Bull m'attirait. » et prend la direction générale déléguée de Bull. 
En 2014, Bull est racheté par Atos, la fusion s'opère le 1er janvier 2015.

### Atos (2015–2022)
Au sein du nouveau groupe constitué, il dirige la division Big Data and Security, « vue par les analystes comme le joyau du groupe ». Il est nommé président de Bull en 2019.
Il pilote notamment le développement commercial de la branche supercalculateurs et focalisant « le seul constructeur européen » sur l'optimisation de la consommation d'énergie.
Du 20 octobre 2021 au 1er janvier 2022, le conseil d'administration du groupe le nomme provisoirement co-directeur général du groupe après la démission d’Elie Girard,.

### Soitec (depuis 2022)
En janvier 2022, le président du conseil d'administration de Soitec annonce que Pierre Barnabé rejoindra la société le 1er mai 2022 et deviendra son directeur général en juillet 2022, en remplacement de Paul Boudre. Cette annonce crée un conflit entre le conseil d'administration et le comité de direction de Soitec. Paul Boudre avait exprimé son souhait de rester à la tête de l'entreprise, ou bien à défaut que son adjoint le remplace, ou bien à défaut que l'on recrute un patron venant du secteur des semi-conducteurs. L'annonce de la nomination de Pierre Barnabé fait chuter l'action Soitec de plus de 20 %.
Deux explications ont été données dans la presse à ce changement brutal.
- Selon Doug O’Loughlin[23] , qui a mené une enquête approfondie sur la motivation du changement de dirigeant, Bpifrance aurait piloté l'opération probablement sur demande du ministère de l'Économie, car il est reproché à Paul Boudre d'avoir introduit des chinois au capital de Soitec alors que l'activité de fabrication de semi-conducteurs est considérée comme stratégique. Pierre Barnabé jouit quant à lui d'une image plus conciliante avec les souhaits du ministère[24],[25].

- Selon Les Échos, il y aurait un conflit persistant entre Paul Boudre et le président du conseil d'administration, Eric Meurice, ancien patron d'ASML et excellent connaisseur du secteur des semi-conducteurs. Ce dernier aurait fait adopter par le conseil une décision de changement de directeur général sans attendre la limite d'âge de Boudre. Sur une centaine de candidats potentiels, les candidatures internes n'ayant pas été retenues, les deux finalistes étaient Christophe Duverne, ancien cadre dirigeant dans les semi-conducteurs, et Pierre Barnabé[26].

En vue de l'assemblée Générale des actionnaires du 22 juillet 2025 et à un an de la décision de renouveler ou non son mandat de Directeur Général, le Conseil d'Administration a "renouvelé sa confiance" à Pierre Barnabé et décidé un ensemble de mesures visant à revaloriser sa rémunération (augmentation de la partie fixe de 10%, attribution exceptionnelle d'actions gratuites correspondant au total à 400% de sa rémunération, possibilité de verser une prime exceptionnelle à concurrence de la rémunération annuelle fixe). Une intersyndicale (CGT, CFE-CGC, FO, CFDT) a immédiatement dénoncé ces mesures, dans un contexte de performances décevantes de Soitec et de destruction de valeur, et organisé un rassemblement des salariés devant le siège de Bernin qui a donné lieu, un mois après la décision initiale et avant même la tenue de l'assemblée générale, à une réunion extraordinaire du Conseil d'Administration annonçant l'abandon des mesures envisagées à court terme et le report de la discussion à 2026.

## Distinctions et classements
Pierre Barnabé est chevalier de l'Ordre national du Mérite.
Il est nommé administrateur de l'Inria le 9 avril 2020.
Il est élu président du conseil d’administration de l’école d’ingénieurs Ensimag le 19 juin 2021.
Il est 16e du classement des 50 leaders de la cybersécurité établi par The Consulting Report (classement d’octobre 2021).